# خفاش میوه‌خوار آنتیلی
خفاش میوه‌خوار آنتیلی (نام علمی: Brachyphylla cavernarum) نام یک گونه از تیره خفاش برگ‌بینی است.